# Nuoto ai Giochi della XXVII Olimpiade - 400 metri misti maschili
Si sono svolte 6 batterie di qualificazione. I primi 8 atleti si sono qualificati direttamente per la finale.

## Batterie
19 settembre 2000

### 1ª batteria
| Posizione | Atleta           | Paese         | Tempo   |
| --------- | ---------------- | ------------- | ------- |
| 1         | Lik Sun Fong     | Hong Kong     | 4:29.02 |
| 2         | Georgi Palazov   | Bulgaria      | 4:35.92 |
| 3         | Oussama Mellouli | Tunisia       | 4:41.97 |
| 4         | Kuo-Tung Hsu     | Taipei cinese | 4:42.78 |
| 5         | John Tabone      | Malta         | 4:53.12 |

### 2ª batteria
| Posizione | Atleta                 | Paese             | Tempo   |
| --------- | ---------------------- | ----------------- | ------- |
| 1         | Jani Sievinen          | Finlandia         | 4:25.16 |
| 2         | Jeremy Daniel Knowles  | Bahamas           | 4:26.87 |
| 3         | George Bovell          | Trinidad e Tobago | 4:29.52 |
| 4         | Juan Carlos Piccio     | Filippine         | 4:30.17 |
| 5         | Juan Veloz             | Messico           | 4:31.73 |
| 6         | Grigoriy Matuzkov      | Kazakistan        | 4:31.89 |
| 7         | Wan Azlan Wan Abdullah | Malaysia          | 4:36.90 |
| 8         | Sandro Tomas           | Croazia           | 4:38.31 |

### 3ª batteria
| Posizione | Atleta             | Paese         | Tempo   |
| --------- | ------------------ | ------------- | ------- |
| 1         | Alexei Kovriguine  | Russia        | 4:22.21 |
| 2         | Yves Platel        | Svizzera      | 4:22.38 |
| 3         | Serghei Mariniuc   | Moldavia      | 4:23.57 |
| 4         | Jan Vitazka        | Rep. Ceca     | 4:23.81 |
| 5         | Dmytro Nazarenko   | Ucraina       | 4:25.26 |
| 6         | Marko Milenkovic   | Slovenia      | 4:26.62 |
| 7         | im Bang-Hyun       | Corea del Sud | 4:28.56 |
| 8         | Alejandro Bermudez | Colombia      | 4:29.42 |

### 4ª batteria
| Posizione | Atleta            | Paese         | Tempo   |
| --------- | ----------------- | ------------- | ------- |
| 1         | Alessio Boggiatto | Italia        | 4:14.26 |
| 1         | Curtis Myden      | Canada        | 4:16.55 |
| 3         | Cezar Bădiță      | Romania       | 4:17.11 |
| 4         | Matthew Dunn      | Australia     | 4:20.31 |
| 5         | Johann Le Bihan   | Francia       | 4:20.96 |
| 6         | Dean Kent         | Nuova Zelanda | 4:21.81 |
| 7         | Simon Militis     | Regno Unito   | 4:24.38 |
| 8         | Michael Windisch  | Austria       | 4:24.62 |

### 5ª batteria
| Posizione | Atleta           | Paese       | Tempo   |
| --------- | ---------------- | ----------- | ------- |
| 1         | Erik Vendt       | Stati Uniti | 4:17.15 |
| 2         | Shinya Taniguchi | Giappone    | 4:17.36 |
| 2         | Justin Norris    | Australia   | 4:17.36 |
| 4         | Terence Parkin   | Sudafrica   | 4:18.14 |
| 5         | Jirka Letzin     | Germania    | 4:18.63 |
| 6         | Michael Halika   | Israele     | 4:19.97 |
| 7         | Ioannis Kokkodis | Grecia      | 4:23.19 |
| 8         | Jin Hao          | Cina        | 4:24.56 |

### 6ª batteria
| Posizione | Atleta             | Paese       | Tempo   |
| --------- | ------------------ | ----------- | ------- |
| 1         | Tom Dolan          | Stati Uniti | 4:15.52 |
| 2         | István Bathazi     | Ungheria    | 4:18.85 |
| 3         | Susumu Tabuchi     | Giappone    | 4:20.76 |
| 4         | Frederik Hviid     | Spagna      | 4:21.63 |
| 5         | Massimiliano Eroli | Italia      | 4:22.85 |
| 6         | Xie Xufeng         | Cina        | 4:23.83 |
| 7         | Owen von Richter   | Canada      | 4:25.80 |
| 8         | Torwai Sethsothorn | Thailandia  | 4:28.42 |

## Finale
20 settembre 2000
| Posizione | Atleta            | Paese       | Tempo   |
| --------- | ----------------- | ----------- | ------- |
|           | Tom Dolan         | Stati Uniti | 4:11.76 |
|           | Erik Vendt        | Stati Uniti | 4:14.23 |
|           | Curtis Myden      | Canada      | 4:15.33 |
| 4         | Alessio Boggiatto | Italia      | 4:15.93 |
| 5         | Terence Parkin    | Sudafrica   | 4:16.92 |
| 6         | Justin Norris     | Australia   | 4:17.87 |
| 7         | Cezar Bădiță      | Romania     | 4:20.91 |
| 8         | Shinya Taniguchi  | Giappone    | 4:20.93 |